# Leonida Frascarelli
Leonida Frascarelli (* 20. November 1906 in Rom; † 18. Juni 1991 ebenda) war ein italienischer Radrennfahrer.

## Sportliche Laufbahn
1925 bis 1928 startete er als Unabhängiger. 1929 wurde er Berufsfahrer im Radsportteam Ideor und blieb bis 1934 als Profi aktiv. Der Sieg im Eintagesrennen Giro di Campania 1926 vor Battista Giuntelli war sein erster bedeutender Erfolg. 1929 gewann er das Rennen erneut. 1928 siegte er im Giro dell’Umbria, 1929 im Giro della Toscana. 1930 konnte er zwei Etappen des Giro d’Italia für sich entscheiden. Im Etappenrennen Rom–Neapel–Rom wurde er 1926 Zweiter hinter Alfredo Binda. Zweite Plätze errang er auch im Rennen Mailand–Sanremo 1929 hinter Binda und in der Sizilien-Rundfahrt 1929. Dritter wurde er im Giro della Provincia di Reggio Calabria 1928 und im Giro d’Italia 1929, den Alfredo Binda gewonnen hatte. Im Giro d’Italia 1930 wurde er 30. der Gesamtwertung. In der Tour de France 1930 schied er aus.